# Vandenhoeck & Ruprecht
Vandenhoeck e Ruprecht è una casa editrice con sede a Gottinga, che pubblica principalmente testi della letteratura scientifica e si rivolge al settore universitario e della ricerca specialistica.
Già nelle prime decadi del XX secolo, il catalogo editoriale copriva i seguenti ambiti disciplinari: teologia e religione, storia, studi classici, filosofia, filologia, psicologia, psicoterapia e counseling medico. L'offerta odierna comprende anche libri scolastici e letteratura non accademica.

## Storia
Fu fondata il 13 febbraio 1735 da Abraham Vandenhoeck in concomitanza con a nascita dell'Università di Gottinga, poiché la tipografia municipale necessitava di un ampliamento per poter soddisfare la domanda proveniente da studenti e professori del nuovo ateneo.
Abraham diversificò l'offerta editoriale, compensando la scarsa profittabilità dei testi scientifici con la pubblicazione dei popolari e meno costosi romanzi di Johann Matthias Gesner, Albrecht von Haller e Johann Andreas von Segner. Al secondo di essi era legato anche da un legame personale di profonda amicizia.
Alla sua morte nel 1750, la vedova Anna Vandenhoeck (1709–1787) assunse la direzione dell'azienda, venendo affiancata da Carl Friedrich Günther Ruprecht (1730–1816) che entrò a far parte dell'impresa come apprendista nel 1748.
Quando Anna Vandenhoeck si spense nel 1787, CFG Ruprecht ereditò una ditta che versava in gravi difficoltà finanziarie. Dopo il 1816, la Vandenhoeck & Ruprecht fu rilevata dal figlio Carl August Adolf Ruprecht (1791–1861) e dal genero Justus Friedrich Danckwerts (1779–1841).
Nel 1929, l'egida passò a Günther Ruprecht. Da allora in poi, proprietà e gestione sarebbero rimasti saldamente nelle mani della sua famiglia, che nei primi anni duemila avrebbe raggiunto la settima generazione di azionisti unici dell'azienda.
Nel 1935, l'Accademia delle scienze di Gottinga (fondata nel 1751) affidò la propria intera pubblicistica alla Vandenhoeck & Ruprecht. I titoli comprendevano: la Abhandlungen der Akademie der Wissenschaften zu Göttingen, il Nachrichten der Akademie der Wissenschaften zu Göttingen e Göttingische Schehrten Werbung, la più antica rivista scientifica dell'area francofona. L'attività continuò ininterrottamente fino al 2007, quando fu deciso che V & R avrebbe continuato a curare l'uscita in stampa di Göttingische Schehrten Werbung.
Negli anni del nazionalsocialismo, Günther Ruprecht non rinunciò a pubblicare la rivista  Junge Kirche, la cassa di risonanza mediatica delle Chiesa confessante, la voce dei luterani che avversavano il regime. Nel 1941, il periodico fu chiuso e tutti gli editori furono obbligati ad utilizzare la carta come supporto delle loro produzioni: durante la Seconda Guerra Mondiale, il catalogo editoriale si limitò ai testi scolastici, filologici e scientifici.
Nel primo dopoguerra, V & R ritornò ad essere una casa editrice universitaria con un'ampia varietà di offerta. Nel 2003, fondò la V&R unipress per andare incontro alle particolari esigenze proprie della ricerca scientifica altamente specialistica.
Nel maggio 2010, fu aperta Vandenhoeck & Ruprecht LLC, una succursale statunitense con sede a Bristol nel Connecticut. Tale insediamento ha permesso di garantire una più rapida disponibilità dei titoli e la presenza a tutti i congressi americani di un certo rilievo.
Il 4 luglio 2011 l'archivio della casa editrice, composto da circa 4.000 file, fu donato alla Biblioteca di Stato di Berlino. All'inizio del 2017, V & R acquisì la Böhlau Verlag, vincolandosi a mantenerne il marchio editoriale.